# Gobernación de Gabes
La Gobernación de Gabes (en árabe: ولاية قابس) es una de las veinticuatro gobernaciones de Túnez. Está situada en el sudeste de Túnez. Cubre un área de 7.175 km² y tiene una población de 374.300 habitantes, según el censo de 2004. La capital es Gabes.

## Delegaciones con población en abril de 2014
- El Hamma 73,512
- Gabès Médina 46,731
- Gabès Ouest 31,768
- Gabès Sud 74,422
- Ghannouch 28,051
- Mareth 63,122
- Matmata 4,444
- Menzel El Habib 10,148
- Métouia 27,878
- Nouvelle Matmata 14,224

## Geografía
La gobernatura de Gabes se sitúa en el sudeste de Túnez junto a la costa del golfo de Gabes, a 376 kilómetros de la capital Túnez. 
Tiene varias ciudades pequeñas como:
1. Matmata
2. Nueva Matmata
3. Hamma
4. Matwiya
5. Ghanoosh
6. Mareth
7. Menzel el Habeeb
8. Widthreff

Gabes disfruta de un clima cálido mediterráneo y ofrece cinco paisajes muy distintos entre sí: playa, montaña, desierto, pequeños bosques y oasis.

## Turismo
El lugar más turístico de esta gobernación es Matmata. Matmata es una de esas pocas ciudades del mundo que aun perdura en su estado original. Esta gobernación es famosa por sus montañas y sus espacios naturales.

## Negocios
La economía de la gobernación se basa, al igual que todas las gobernaciones que se abren hacia el Mediterráneo, en la agricultura y la pesca. La gobernación es una de las zonas más ricas zonas de pesca en Túnez.
En el ámbito industrial, la gobernación tiene un polo incluida la concentración de industrias químicas (tratamiento con fosfato de la producción de ácido fosfórico y superfosfato triple) y alimentos. Su comercio se hace en particular a través del puerto que cuenta con 11 muelles y 20 literas. En el 2000, su tráfico se estima en 4.000.000 toneladas. Las industrias manufactureras emplean a 41,5% de la población activa, el sector de los servicios 35,5% y el sector agrícola del 23%.
- Datos: Q242263
- Multimedia: Gabès Governorate / Q242263